# ボール (ゲーム&ウオッチ)
ゲーム&ウオッチにおける『ボール』 (BALL) は、かつて任天堂が製造販売していた携帯型液晶ゲーム機「ゲーム&ウオッチ」シリーズの第一作。発売日は1980年4月28日。型番はAC-01。メーカー希望小売価格は5,800円。

## 内容
キャラクター（人形）の腕を左右にコントロールし、空中を飛び交うボールをお手玉のように受けて投げ返す事を繰り返すゲーム。1回でもボールを地面に落とすとゲームオーバーになる。
GAME AとGAME Bの2つのモードがある。GAME Aではボールが2つ、ボールを受ける毎に1点加算、最高得点は999点。GAME Bでは3つのボールが使用され、ボールを受ける毎に10点加算、最高得点は9,990点。
おおむねGAME Aでは10点毎、GAME Bでは100点毎にボールの移動速度が上がるが、GAME Aでは100点毎、GAME Bでは1,000点毎に移動速度が数段階落ちる。GAME Aで280点、GAME Bで2,800点に達すると、ボールの軌跡に残像が表示されるようになる。液晶の応答速度の関係や、ボールがより早く移動しているように見せる等のために故意に残像が現れるようにプログラムされているものと思われる。

## リメイク・移植等

### リメイク
- マリオジャグラー - キャラクターをマリオに差し替えたリメイク作品。1991年10月発売で、日本未発売。
- ゲーム&ウオッチ スーパーマリオブラザーズ - キャラクターをマリオやルイージに差し替えたバージョンを収録。上記のマリオジャグラーとは異なる。2020年11月13日発売（2021年3月末までの期間限定生産）[1]。

### 移植
- ゲームボーイ - 欧州限定の『GAME BOY GALLERY / 5 GAMES IN 1』にゲームボーイに最適化するように画面を書き換えた上でBGMを追加したリメイク版が「バーミン」や「マンホール」「フラッグマン」「セメントファクトリー」のリメイク版と共に収録されている。また、日本版の 『ゲームボーイギャラリー2』にも隠しゲームとして収録されている。
- ポケットカメラ - ゲームボーイに接続して撮影および印刷できる。その中に顔を取り込んでボールが遊べる。
- ニンテンドーDS - 『DS楽引辞典』シリーズで検索すると遊べる。
- ニンテンドーDSiウェア - ダウンロード販売。205DSiポイント（205円）
- ニンテンドーミュージアム 体験展示「ゲーム&ウオッチSP」 - 映し出された自分の影を使って操作する。

### 復刻版
クラブニンテンドーの2009年度プラチナ会員の特典として復刻版が作成され、2010年4月下旬（オリジナル版の発売からちょうど30年）に発送された。
オリジナルから約30年を経ていることから入手困難な部品が多いため、内部の電子回路などが当時のものとは異なるが、開発者の記憶などを頼りに再現している。なお、現代の使用状況を考慮して消音機能を追加している。
オリジナル版との違いは以下の通り。
- 音のON/OFF機能を追加
- 本体背面にクラブニンテンドーのマークが入る
- 電池蓋がネジ止め式
- 電池の変更（オリジナルはLR43×2またはSR43×2、復刻版はCR2032×1）
- 背面ネジ形状の変更（オリジナルはマイナス型、復刻版はY型）
- ディスプレイ用のスタンドが付属